# Красноставський сейм
Красноставський сейм 1447 р. — з'їзд магнатів Королівства Польського у м. Красноставі, який оформив взаємовідносини між Польщею і Литовським Великим князівством після обрання на польський престол великого князя литовського Казимира IV.
На сеймі польські феодали вимагали приєднання до Польщі Волині та Східного Поділля, які входили тоді до складу Литви. Проте Казимир IV, який перед від'їздом до Польщі видав 2 травня 1447 р. земський привілей, що закріпив територіальну цілісність Литви, відхилив домагання польських феодалів.